# Magyarkeszi, Tolna
Magyarkeszi  este un sat în districtul Tamás, județul Tolna, Ungaria, având o populație de 1.335 de locuitori (2011). 

## Demografie
Componența etnică a satului Magyarkeszi
     Maghiari (88,04%)
     Romi (8,39%)
     Germani (3,17%)
     Necunoscut (0,4%)
     Alții (0,4%)
Componența confesională a satului Magyarkeszi
     Romano-catolici (64,79%)
     Fără religie (10,94%)
     Reformați (3,37%)
     Necunoscută (19,85%)
     Alte religii (1,05%)
Conform recensământului din 2011, satul Magyarkeszi avea 1.335 de locuitori. Din punct de vedere etnic, majoritatea locuitorilor (88,04%) erau maghiari, existând și minorități de romi (8,39%) și germani (3,17%). Apartenența etnică nu este cunoscută în cazul a 0,4% din locuitori.  Din punct de vedere confesional, majoritatea locuitorilor (64,79%) erau romano-catolici, existând și minorități de persoane fără religie (10,94%) și reformați (3,37%). Pentru 19,85% din locuitori nu este cunoscută apartenența confesională.